# Liste der Auslandsvertretungen Haitis

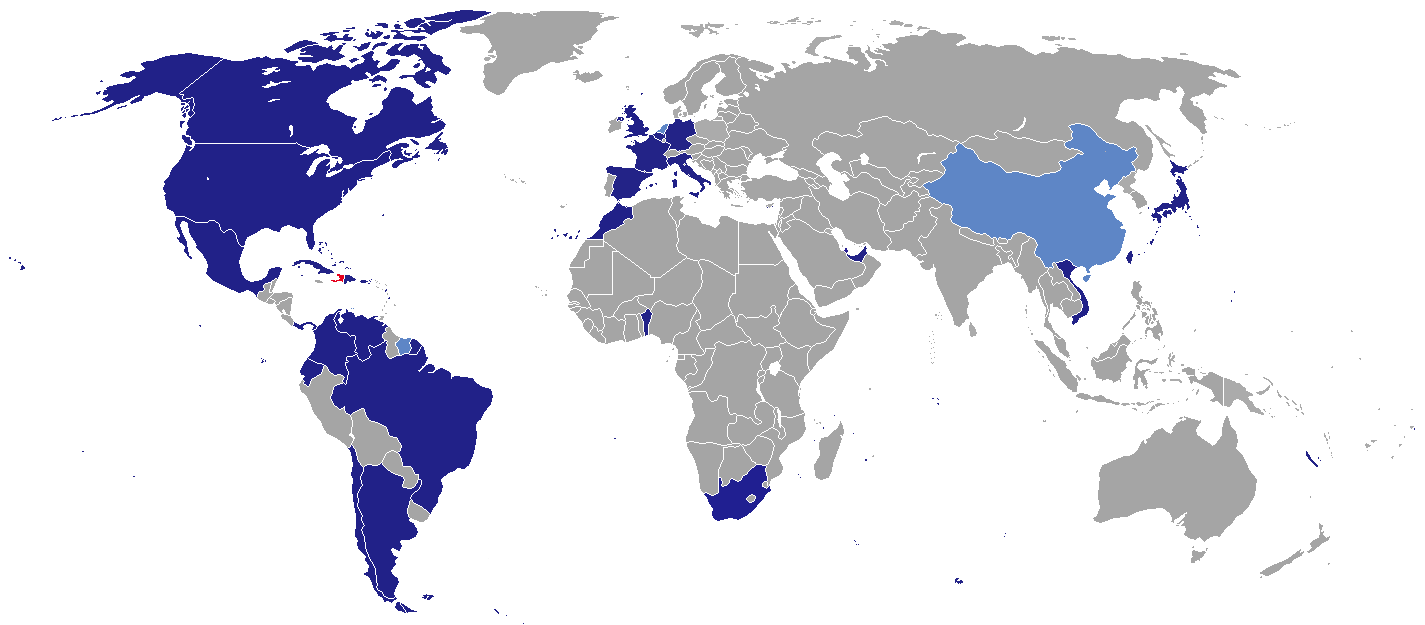
Standorte der diplomatischen Vertretungen Haitis

Dies ist eine Liste der diplomatischen und konsularischen Vertretungen Haitis.
Haiti unterhält 26 bilaterale Botschaften, vier Ständige Vertretungen und 19 Generalkonsulate bzw. Konsulate im Ausland.
Ferner besteht ein Handelsbüro in Peking, VR China (keine diplomatischen Beziehungen).

## Diplomatische und konsularische Vertretungen

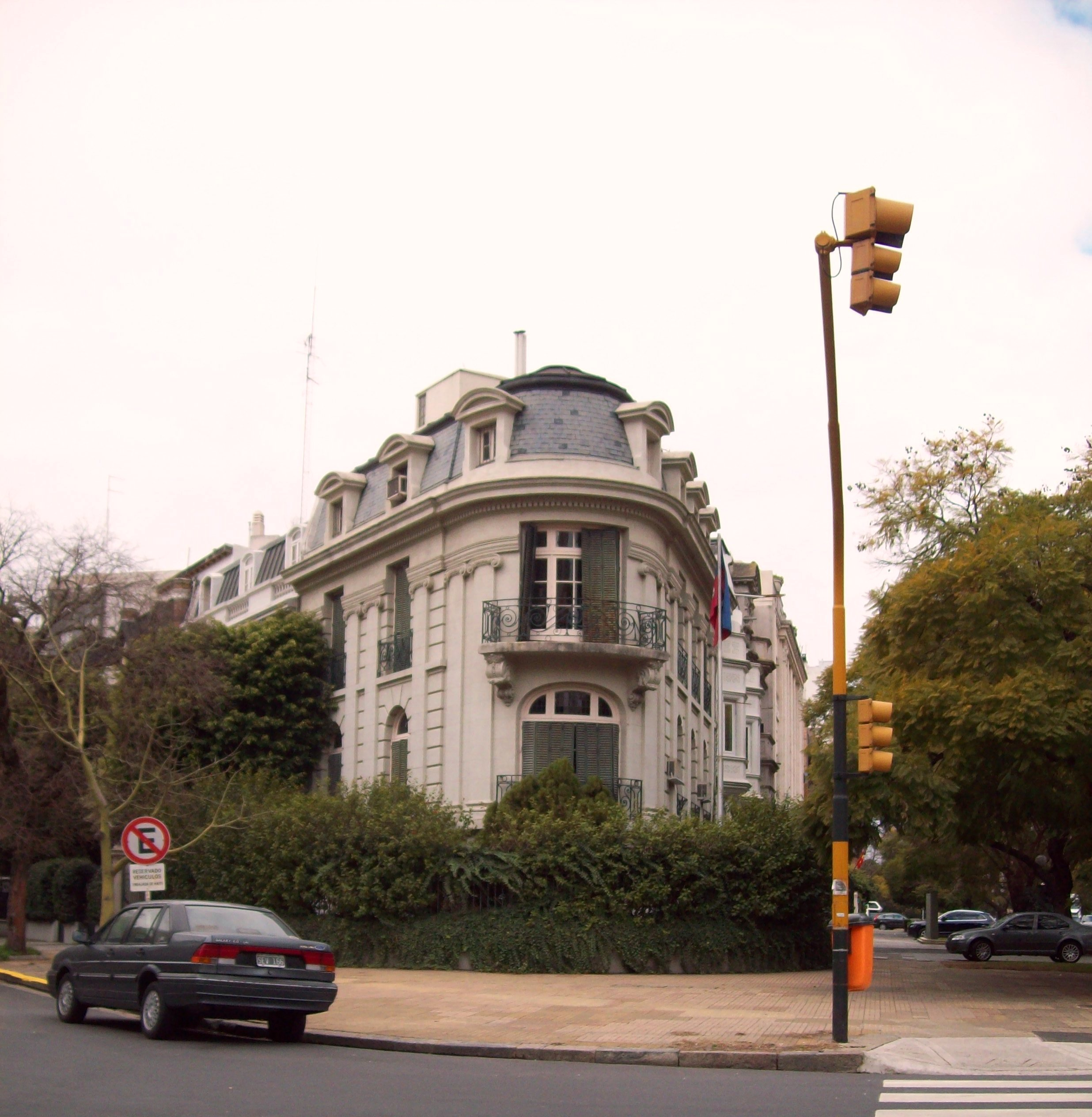
Botschaft Haitis in Buenos Aires

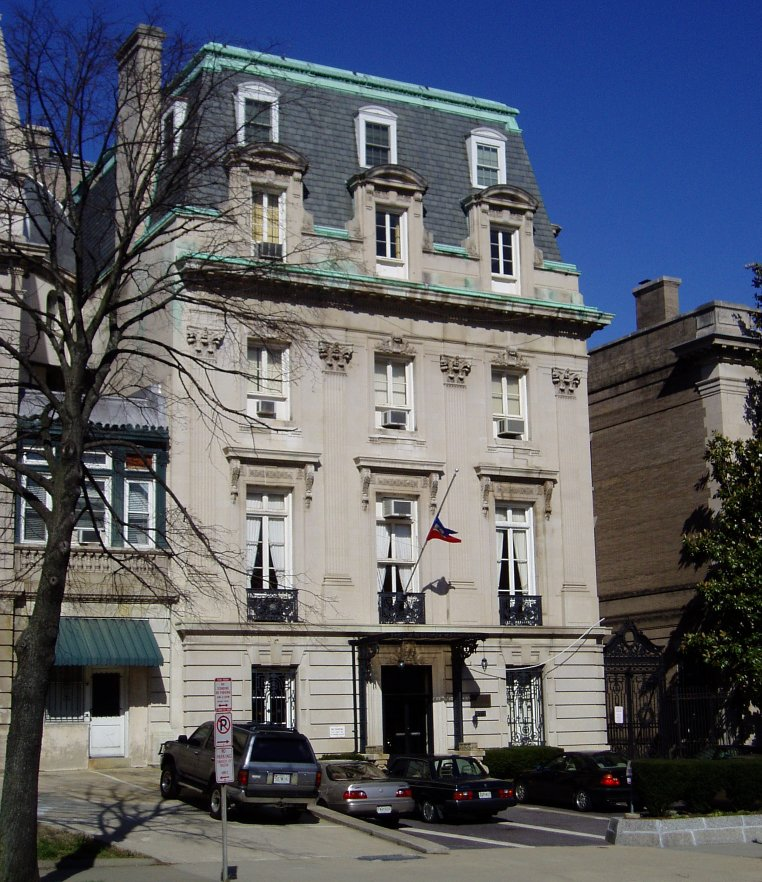
Botschaft Haitis in Washington, D.C.

### Afrika
- Marokko: Rabat, Botschaft
- Marokko: Dakhla, Konsulat
- Südafrika: Pretoria, Botschaft

### Asien
- Japan: Tokio, Botschaft
- Katar: Doha, Botschaft
- Taiwan: Taipei, Botschaft
- Vietnam: Hanoi, Botschaft

### Europa
| - Belgien: Brüssel, Botschaft - Deutschland: Berlin, Botschaft - Frankreich: Paris, Botschaft - Frankreich, Paris, Generalkonsulat - Frankreich: Pointe-à-Pitre, Guadeloupe, Konsulat - Frankreich: Cayenne, Französisch-Guayana, Konsulat - Italien: Rom, Botschaft | - Niederlande: Oranjestad, Aruba, Generalkonsulat - Niederlande: Willemstad, Curaçao, Generalkonsulat - Spanien: Madrid, Botschaft - : Vatikanstadt, Botschaft - Vereinigtes Königreich: London, Botschaft - Vereinigtes Königreich: Providenciales, Turks- und Caicosinseln, Konsulat |

### Nordamerika,MittelamerikaundKaribik
| - Bahamas: Nassau, Botschaft - Dominikanische Republik: Santo Domingo, Botschaft - Dominikanische Republik: Barahona, Generalkonsulat - Dominikanische Republik: Dajabón, Konsulat - Dominikanische Republik: Higüey, Konsulat - Dominikanische Republik: Santiago de los Caballeros, Generalkonsulat - Kanada: Ottawa, Botschaft - Kanada: Montreal, Generalkonsulat - Kuba: Havanna, Botschaft | - Mexiko: Mexiko-Stadt, Botschaft - Panama: Panama-Stadt, Botschaft - Vereinigte Staaten: Washington, D.C., Botschaft - Vereinigte Staaten: Atlanta, Generalkonsulat - Vereinigte Staaten: Boston, Generalkonsulat - Vereinigte Staaten: Chicago, Generalkonsulat - Vereinigte Staaten: Miami, Generalkonsulat - Vereinigte Staaten: New York, Generalkonsulat - Vereinigte Staaten: Orlando, Konsulat |

### Südamerika
| - Argentinien: Buenos Aires, Botschaft - Brasilien: Brasília, Botschaft - Chile: Santiago de Chile, Botschaft - Ecuador: Quito, Botschaft | - Kolumbien: Bogotá, Botschaft - Suriname: Paramaribo, Generalkonsulat - Venezuela: Caracas, Botschaft |

## Vertretungen bei internationalen Organisationen
- Europäische Union: Brüssel, Ständige Vertretung (Aufgaben werden von der bilateralen Botschaft Brüssel wahrgenommen)
- Vereinte Nationen: New York, Ständige Vertretung
- Vereinte Nationen: Genf, Ständige Vertretung
- Organisation Amerikanischer Staaten: Washington, D.C., Ständige Vertretung
- Organisation der Vereinten Nationen für Erziehung, Wissenschaft und Kultur (UNESCO): Paris, Ständige Vertretung (Aufgaben werden von der bilateralen Botschaft Paris wahrgenommen)